# Gays Mills
Gays Mills est un village du comté de Crawford, dans l'État du Wisconsin, aux États-Unis. En 2020, il comptait une population de 523 habitants.